# Prigione di Bastøy
La prigione di Bastøy (in norvegese Bastøy landsfengsel) si trova sull'isola di Bastøy, 75 chilometri a sud di Oslo, in Norvegia.

## Descrizione
È un carcere di minima sicurezza che occupa l'intera isola. Ai detenuti sono concesse alcune libertà di movimento sull'isola. Vivono in capanne, in gruppi di 6, e lavorano in laboratori, imparano mestieri e curano le fattorie dell'isola. Il carcere ha uno staff di 70 persone, 35 sono guardie armate e solo quattro rimangono sull'isola di notte. Il resto del personale viene trasferito in traghetto alle proprie abitazioni a Oslo. Per il loro lavoro, i prigionieri ricevono un salario con il quale possono acquistare cibo al supermercato dell'isola. L'obiettivo è che i detenuti si abituino a vivere secondo le stesse regole che troveranno al momento del rilascio.
Il carcere è considerato un modello di reinserimento sociale. Il tasso di recidiva per le persone rilasciate da Bastøy è del 16%, mentre nelle carceri britanniche, ad esempio, il tasso di recidiva raggiunge il 70%.